# Eldar Hansen
Eldar Hansen (Trondheim, 7 novembre 1941) è un dirigente sportivo ed ex calciatore norvegese, di ruolo attaccante.

## Carriera

### Giocatore

#### Club
Hansen vestì la maglia del Rosenborg dal 1959 al 1968. Soprannominato Femmåls-Hansen, vinse un due edizioni della Norgesmesterskapet (1960 e 1964) e un campionato (1967). Si ritirò nel 1968.

#### Nazionale
Hansen conta una presenza per la Norvegia, che lo fece diventare il primo calciatore del Rosenborg a vestire la maglia della Nazionale. Il 1º luglio 1961, fu in campo nella sconfitta per 5-2 contro l'Unione Sovietica, segnando una rete.

### Dopo il ritiro
Fu presidente della Norges Fotballforbund dal 1980 al 1987.

## Palmarès

### Club

#### Competizioni nazionali
- Coppa di Norvegia: 2

Rosenborg: 1960, 1964
- Campionato norvegese: 1

Rosenborg: 1967